# 凯撒山麓戈英
凯撒山麓戈英是奥地利蒂罗尔州Kitzbühel的一个市镇。总面积20.6平方公里，总人口1798人，人口密度87.3人/平方公里（2005年）。